# Distretto di Osmaneli
Il distretto di Osmaneli (in turco Osmaneli ilçesi) è uno dei distretti della provincia di Bilecik, in Turchia.